# Edward Mills Purcell
Edward Mills Purcell (Taylorville, 30 agosto 1912 – Cambridge, 7 marzo 1997) è stato un fisico statunitense.

## Biografia
Nacque a Taylorville, nell'Illinois. 
Nel 1946, con Robert Vivian Pound e Henry Cutler Torrey, fu il primo fisico a scoprire l'effetto della risonanza magnetica del nucleo atomico mediante circuiti ad alta frequenza.
Gli studi di Purcell si concentrarono sulla risonanza dei protoni e, insieme ad altri fisici, sulla risonanza degli spin delle particelle e dei nuclei atomici: gli studi permisero un'indagine più profonda sull'interazione atomica nei solidi e nei liquidi e sulle proprietà magnetiche del nucleo atomico.

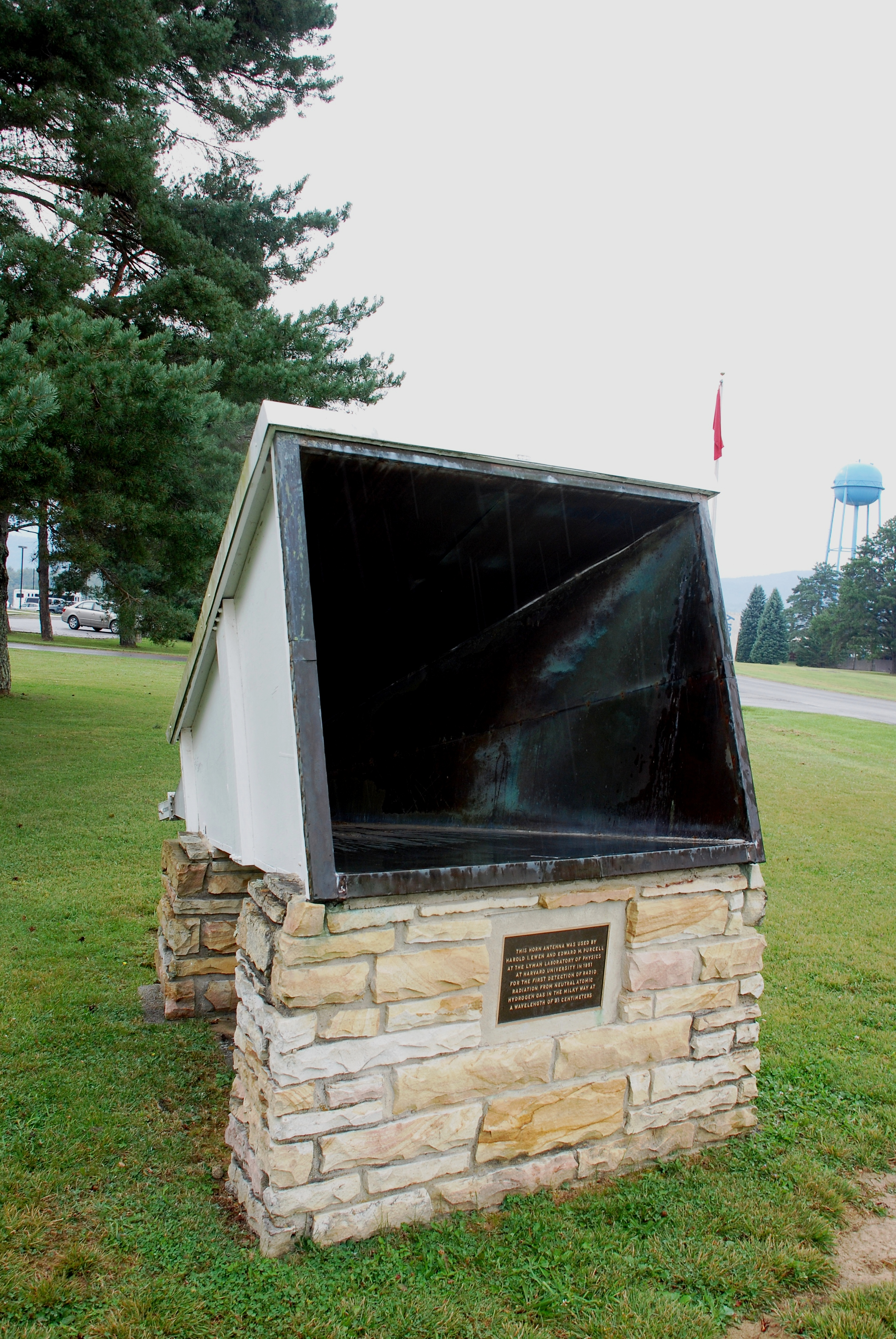
Antenna Horn utilizzata da Harold L. Ewen e Purcell Edward M. Lyman presso il Laboratorio di Fisica all'Università di Harvard nel 1951. Viene conservata al National Radio Astronomy Observatory a Green Bank, WV.

Dal 1949, e per un lungo periodo, ha insegnato fisica all'Università Harvard. Per le sue ricerche di fisica nucleare ebbe il Premio Nobel per la fisica nel 1952 insieme con Felix Bloch.
Porta il suo nome il fenomeno conosciuto come effetto Smith-Purcell, scoperto nel 1953, che ha trovato poi applicazione nei laser ad elettroni liberi.
Dal 1960 in poi ha dato anche contributi nel campo dell'astrofisica con lo studio della polvere interstellare. I suoi studi biofisici sulla locomozione del batterio Escherichia coli, in particolare la scoperta del cosiddetto teorema della capasanta, gli hanno valso inoltre, nel 1984, il Biological Physics Prize dell'American Physical Society.
Morì a Cambridge nel Massachusetts il 7 marzo 1997, a seguito di insufficienza respiratoria causata da un'infezione per i postumi di una frattura alla gamba.

### Electricity and Magnetism
Nel 1965 fu autore di un importante manuale di fisica, dal titolo Electricity and Magnetism, che si contraddistingueva per l'utilizzo di un approccio relativistico nell'esposizione della materia, un punto di vista inconsueto e innovativo per un testo di livello introduttivo. Il testo costituiva il secondo volume del Berkeley Physics Course, un corso universitario di fisica pubblicato dalla Mcgraw-Hill College e destinato a essere tradotto in varie lingue, tra le quali l'italiano (AA.VV., La fisica di Berkeley, Zanichelli Editore). Concepito nel clima della corsa allo spazio durante la guerra fredda, il corso si avvaleva di un contributo erogato dalla National Science Foundation a beneficio della Educational Services Incorporated. Per via di questo finanziamento federale, il manuale di Purcell (al pari dell'intera edizione 1965 del corso) è caduto nel pubblico dominio. 
Il volume di Purcell ha poi conosciuto nuove edizioni commerciali, come volume singolo, in forma riveduta da David Morin, nella seconda delle quali fu realizzata, tra l'altro, la conversione dalle unità di misura gaussiane al Sistema Internazionale, che nel frattempo era divenuto più diffuso. Una terza edizione dell'opera è stata data nel 2013 (Cambridge University Press, ISBN 978-110-701402-2).